# Dypsis ampasindavae
Dypsis ampasindavae Beentje, 1995 è una pianta della famiglia delle Arecacee, endemica del Madagascar.

## Distribuzione e habitat
Questa palma è endemica della regione di Sambirano, nel Madagascar nord-occidentale. È presente in due località disgiunte: la foresta di Lokobe, sull'isola di Nosy Be e il massiccio di Manongarivo, vicino Ambanja. Cresce dal livello del mare sino a 300 m di altitudine.

## Conservazione
La IUCN Red List classifica Dypsis ampasindavae come specie in pericolo critico di estinzione (Critically Endangered).